# Frattocchie
Frattocchie is een plaats (frazione) in de Italiaanse gemeente Marino (RM).